# Stills sjukdom
Stills sjukdom, en form av kronisk ledgångsreumatism som vanligtvis uppträder under barnaåren. Sjukdomen är uppkallad efter den engelske barnläkaren Sir George F. Still och kännetecknas av svåra sjukdomsyttringar med feber, lymfkörtel- och leversvullnad, ibland hjärtsäcks- och lungsäcksinflammation samt utbredda och svåra ledförändringar. Sjukdomens orsak är fortfarande okänd.